# Sibuja-kei

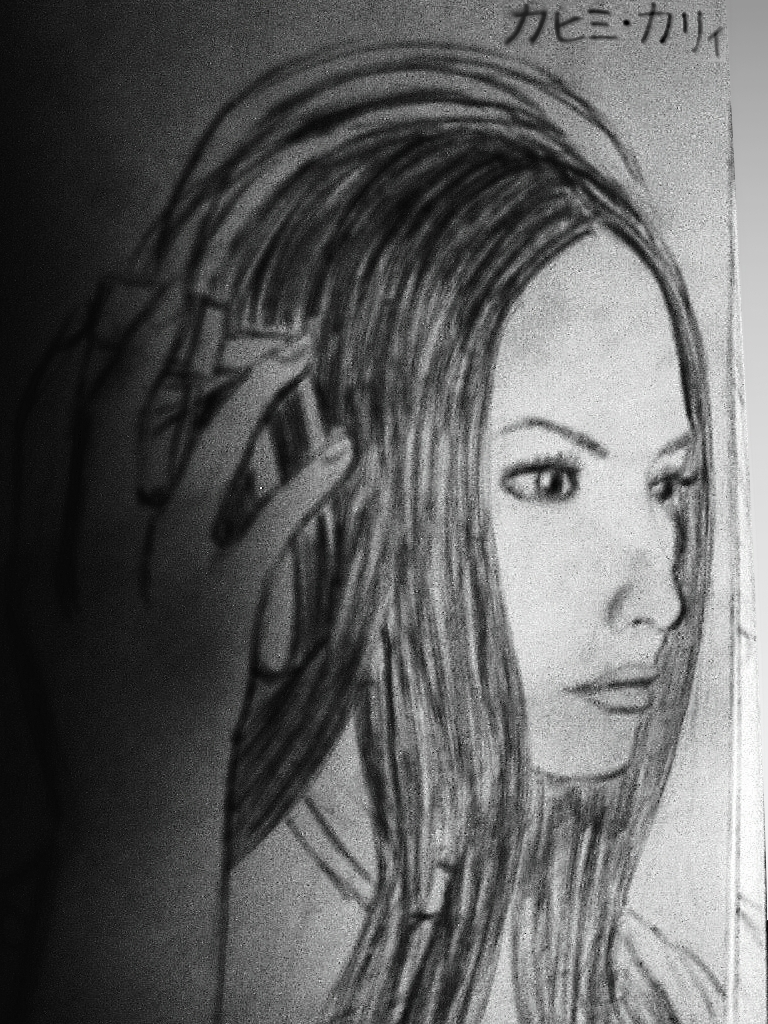
Kahimi Karie, a sibuja-kei stílus egyik népszerű képviselője

A sibuja-kei (渋谷系?, [ɕi̥bu͍ja-kei], angol szövegkörnyezetben shibuya-kei) a japán popzenei stílusok egyike, amelyet Tokió Sibuja városrészéből eredeztetnek, és legegyszerűbben a dzsessz, a pop és a synthpop keverékeként írható le. Kialakulásában szerepe volt az 1950-es és '60-as évek olyan könnyűzenei műfajainak is, mint a francia, olasz és spanyol nyelvterületek mellett leginkább Japánban közkedveltté vált – főként a Beatles és hasonló brit zenekarok népszerűvé válásának hatására rohamos terjedésnek induló – yé-yé.

## Létrejötte
A sibuja-kei népszerűsége a japán könnyűzenei élet egyik központjának számító sibujai városrész néhány, nyugati érdekeltségű üzletláncig (Tower Records, HMV) vezethető vissza, amelyeknek köszönhetően először eljutottak a szigetállamba számos, Európában népszerű előadó lemezei. A kialakulása kapcsán nem hagyható említés nélkül a Franciaországból kiinduló yé-yé stílus egyik legismertebb zeneszerzője, Serge Gainsbourg, továbbá a "Yume Miru Shanson ningyo" című, Japán-szerte rendkívüli népszerűséget elért szám, mely France Gall nagy sikerű Poupée de cire, poupée de son című dalának japán nyelvű változata volt. Nagy hatással voltak még a sibuja-kei stílus létrejöttére Astrud & João Gilberto, Phil Spector és Brian Wilson.

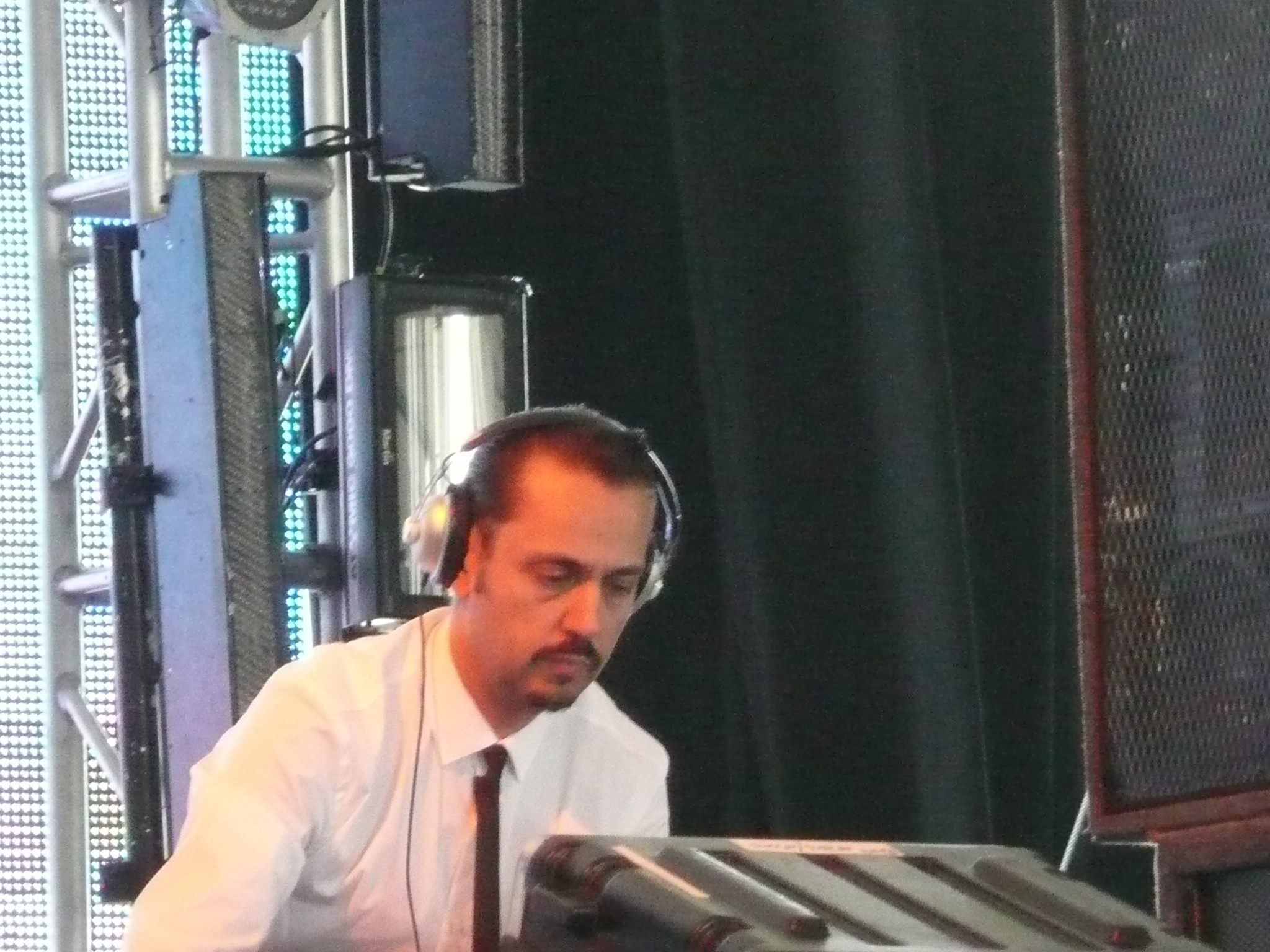
Dimitri from Paris

Talán a legfontosabb sibuja-kei előadók, illetve együttesek között említhető a Flipper Guitar, a Pizzicato Five és az Original Love. Ahogy a stílus népszerűsége nőtt, az 1990-es évek vége felé olyan együttesekre, illetve előadókra is kezdték alkalmazni a kifejezést, amelyek a zenei stílusjegyei alapján inkább a mainstream kategóriákba voltak besorolhatók. Idővel arra is akadtak példák, hogy egyes művészek elutasították a subuja-kei minősítést, valamint – ezzel épp ellentétes módon – arra is, hogy egyes Japánon kívüli zenészek is sibuja-kei előadóként kategorizálták magukat, mint például a brit Momus, a francia Dimitri from Paris, valamint az amerikai Natural Calamity és Phofo.

## Elnevezése
A "sibuja-kei" elnevezés eredete Tokió Sibuja (渋谷, Shibuya) nevű városrésze, amely híres volt divatüzleteiről, gazdag éjszakai életéről, és ily módon a japán popkultúra egyik "epicentrumává" vált. A kei (系) japán szó, melynek jelentése szó szerinti fordításban "rendszer", de ebben a szövegkörnyezetben közelebb áll a "stílus" kifejezéshez. Ily módon a sibuja-kei gyakorlatilag annyit jelent, mint "Sibuja-stílus".

## Ismert előadók
- Aira Mitsuki
- Buffalo Daughter
- Bo en
- capsule
- Cecil
- Cibo Matto
- Chappie
- Chocolat
- Clammbon
- Cornelius
- Cymbals
- Dahlia
- Fantastic Plastic Machine
- Flipper's Guitar
- Kahimi Karie
- Macdonald Duck Eclair
- Marino
- Kenji Ozawa
- Kensuke Shiina
- Maki Nomiya
- Original Love
- Paris Match
- Perfume
- Pizzicato Five
- Plus-Tech Squeeze Box
- Qypthone
- Round Table
- Sakanaction
- Serani Poji
- Spiral Life
- Strawberry Machine
- Takako Minekawa
- Tatsuya Oe (Captain Funk)
- Tōwa Tei
- Vanilla Beans
- Yukari Fresh

## Fordítás
Ez a szócikk részben vagy egészben  a   Shibuya-kei című angol Wikipédia-szócikk fordításán alapul.  Az eredeti cikk szerkesztőit annak laptörténete sorolja fel. Ez a jelzés csupán a megfogalmazás eredetét és a szerzői jogokat jelzi, nem szolgál a cikkben szereplő információk forrásmegjelöléseként.